# Mammillaria meyranii
Mammillaria meyranii är en kaktusväxtart som beskrevs av Bravo. Mammillaria meyranii ingår i släktet Mammillaria och familjen kaktusväxter. Inga underarter finns listade i Catalogue of Life.

## Bildgalleri

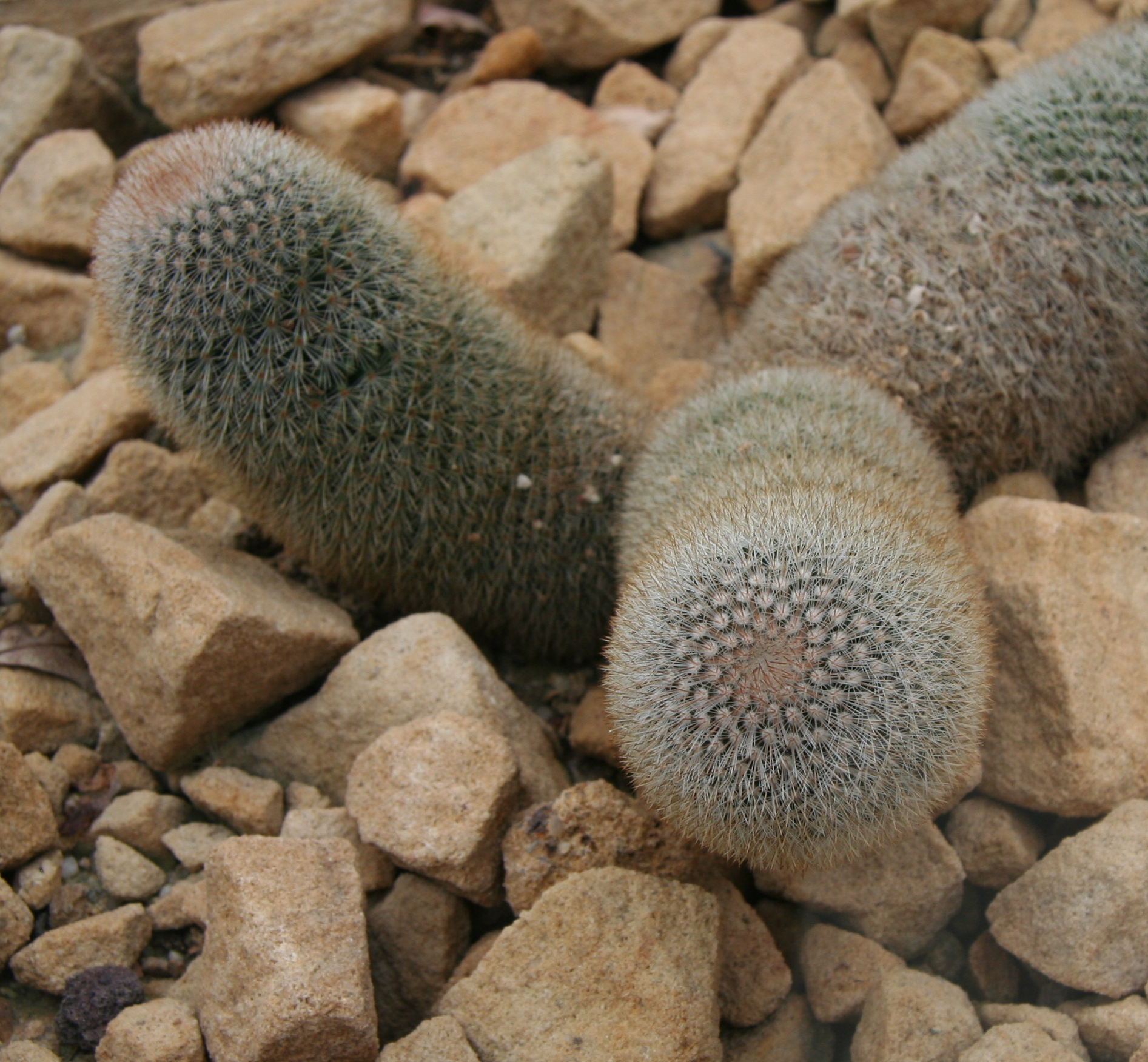
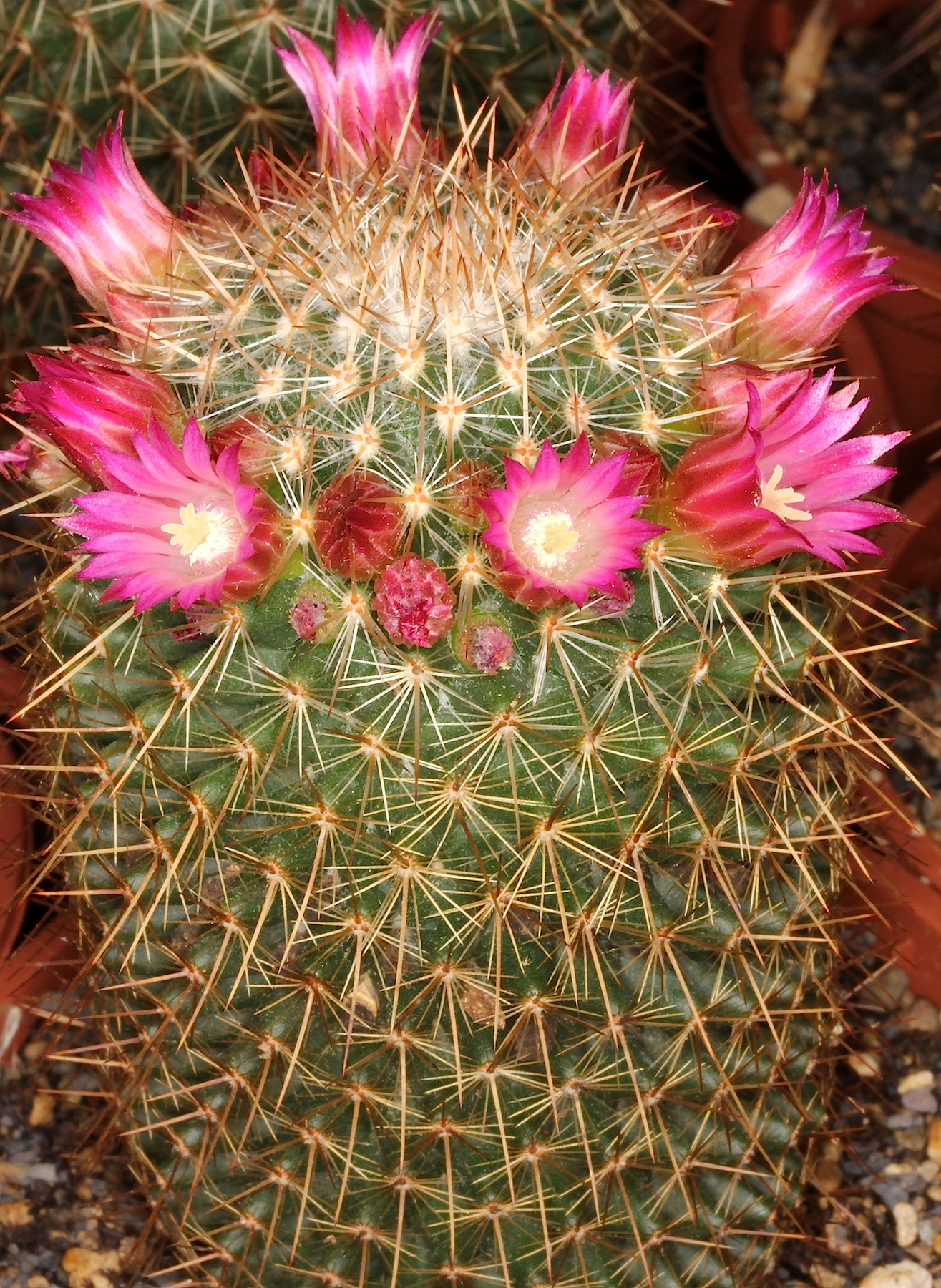